# Freedom (Beyoncé)
Freedom is een nummer van de Amerikaanse zangeres Beyoncé met medewerking van rapper Kendrick Lamar uit 2014. Het is de vierde single van haar zesde soloalbum Lemonade uit 2016.
Kendrick Lamar werd door Beyoncé gevraagd om samen een nummer te maken. De song besteedt aandacht aan de verschrikkelijke geschiedenis van de slavernij. Ook wordt gezongen over de positie van Afro-Amerikaanse vrouwen in de VS en het hedendaagse racisme.  Het bevat samples van "Let Me Try", geschreven door Frank Tirado, uitgevoerd door Kaleidoscope; samples van "Collection Speech/Unidentified Lining Hymn", opgenomen door Alan Lomax in 1959, uitgevoerd door dominee R.C. Crenshaw; en samples van "Stewball", opgenomen door Alan Lomax en John Lomax, Sr. in 1947, uitgevoerd door gevangene "22" in de Mississippi State Penitentiary in Parchman. De productie werd verzorgd door Beyoncé, Coffer en veteraan hiphop producer Just Blaze.

## Nederland
'Freedom' werd in september 2016 uitgeroepen tot NPO Radio 2 Top Song.